# Martin Becker
Martin Becker (Wiesbaden, 12 de abril de 1916 — Oberneisen, 8 de fevereiro de 2006) foi um piloto de caça noturno alemão da Luftwaffe durante a Segunda Guerra Mundial. Foi creditado com 58 vitórias aéreas, tornando-o o décimo piloto de caça noturno mais bem sucedido na história da guerra aérea. Todas as suas vitórias foram reivindicadas sobre as missões da Frente Ocidental em Defesa do Reich, a maioria à noite contra o Comando de Bombardeiros da Força Aérea Real (RAF) e uma reivindicação diurna sobre um B-17 das Forças Aéreas do Exército dos Estados Unidos (USAAF).
Nascido em Wiesbaden, Becker cresceu na República de Weimar e na Alemanha Nazista. Após a formatura da escola, ele se juntou ao serviço militar em 1936 e foi treinado como observador aéreo e foi destacado para uma ala de bombardeiros e participou da Batalha da França. Em setembro de 1940, iniciou o treinamento de voo. Em 1943, Becker foi destacado para uma ala de caças noturnos e conquistou sua primeira vitória aérea na noite de 23–24 de setembro de 1943. Após sua 26ª vitória aérea, ele foi premiado com a Cruz de Cavaleiro da Cruz de Ferro em 1 de abril de 1944 e recebeu o comando do IV. Gruppe do Nachtjagdgeschwader 6 (NJG 6) em outubro de 1944. Em 20 de março de 1945, ele foi premiado com a Cruz de Cavaleiro da Cruz de Ferro com Folhas de Carvalho.
Becker, que voou aproximadamente 110 missões de combate, morreu em 8 de fevereiro de 2006 em Oberneisen.

## Condecorações
- Cruz de Ferro (1939)
  - 2ª classe (15 de junho de 1940)[2]
  - 1ª classe (19 de julho de 1940)[2]
- Troféu de Honra da Luftwaffe (15 de maio de 1944)[3]
- Cruz Germânica em Ouro (25 de maio de 1944) como Oberleutnant no 2./NJG 6[4]
- Cruz de Cavaleiro da Cruz de Ferro (1 de abril de 1944) como Oberleutnant e piloto no IV./NJG 6[5][6][Nota 1]
  - 792ª Folhas de Carvalho (20 de março de 1945) como Hauptmann e Gruppenkommandeur do IV./NJG 6[8][9][Nota 2]
- Mencionado três vezes na Wehrmachtbericht (23 de março de 1944, 31 de março de 1944 e 16 de março de 1945)